# Партия Център
Партия Център (на унгарски: Centrumpárt) е унгарска центристка политическа партия.
Създадена е през 2001 г. от бившия унгарски финансов министър Михайл Купа с цел да има центристка партия, стояща на еднакво разстояние от двете големи политически партии в Унгария. В учредяването на партията освен няколко граждански сдружения участват и четири по-малки унгарски партии: Зелената партия, Унгарска демократична народна партия, Християндемократическа народна партия и Партията на предприемачите. На изборите през 2002 г. партията почти достига парламентарната бариера. След неуспеха, партиите, които са участвали в учредяването напускат една след друга. Унгарската демократична народна партия се присъединява към Унгарския демократичен форум, а Партията на предприемачите се присъединява към Фидес. Християндемократическата народна партия също напуска и сключва политически съюз с Фидес.
На изборите през 2006 г. партията получава минимален брой гласове.

## Резултати от парламентарни избори
| година | процент гласове | спечелени мандати | получени гласове | статус                    |
| ------ | --------------- | ----------------- | ---------------- | ------------------------- |
| 2002   | 3,90 %+         | 0                 | 219 029+         | извънпарламентарна партия |
| 2006   | 0,32 %          | 0                 | 17 431           | извънпарламентарна партия |

+ – Заедно с Християндемократическа народна партия.